# Husz János
Husz János (csehül Jan Hus), (Husinec, Csehország, 1369 – Konstanz, 1415. július 6.) cseh pap, egyetemi tanár, előreformátor, vértanú. A nevéről elnevezett huszitizmus és Husz kapcsolata vitatott.

## Élete

### Pályafutásának kezdete
A szegény sorból származó ifjú  a prágai egyetemen végezte tanulmányait, majd pappá szentelték, 1393-ban a szabad művészetek, 1394-ben a teológiai tudományok baccalaurátusa, 1396-ban magiszter lett, 1398-ban megkezdte egyetemi előadásait. 1400-ban pappá szentelték. 1401-ben a bölcsészeti kar dékánja, majd a királyné gyóntatója lett.
1402-ben a csehek előtt nagy jelentőségű Bethlehem-kápolnának is szónoka. Ezt a kápolnát egy gazdag kereskedő létesítette, hogy az új igehirdetési mód központja legyen. Itt naponta kétszer cseh nyelven prédikáltak. Így Husz a nemzeti reformmozgalom egyik kulcspozícióját foglalta el. 
Már ifjúkorában magába szívta a szabad szellemet részben tanáraitól, részben John Wycliffe már ekkor Csehországban is ismert műveiből. 1401-ben Prágai Jeromos (Jeroným Pražský) Wycliffe radikálisabb teológiai írásait is elhozta Prágába. Husz Wycliffe tanítványának mondta magát és a hatása alá került, de nem minden tekintetben. 

### Működése és tanítása
Még Husz születése előtt, 1360-ban I. Károly cseh király Prágába hívta Konrad von Waldhausent  († 1369), hogy prédikáljon az egyházi korrupció ellen. Ennek nyomán egész reformmozgalom bontakozott ki Csehországban. A mozgalom élére aztán Husz került. 
Husz keveset írt, s annak legnagyobb része Wycliffe nézeteinek átfogalmazása volt. Nem egyértelmű, hogy világnézete azelőtt kialakult volna, hogy olvasta az angliai reformer műveit, ám kétségkívül roppant hatást gyakoroltak rá. Husz tehetsége abban nyilvánult meg, hogy Wycliffe tanait saját elragadó személyisége és karizmatikus fellépése révén hihetetlenül népszerű mozgalom formájában tudta lángra lobbantani.
A katedrájáról és szószékéről egyaránt következetesen hirdette tanait. Hithirdetése két szálon futott. Először is Wycliffe-hez hasonlóan elvetett minden olyan hittételt, amelyet a Biblia nem említ meg. Különösen az eucharisztia értelmezése érdekelte. Visszautasította az egyház hivatalos tanítását, mely szerint a kenyér és a bor megmarad annak, ami, ám egyesül Krisztus testével és vérével. (E felfogás sokban hasonlít ahhoz, amit Luther egy évszázad múlva tanít majd.) Az a gyakorlat is zavarta, hogy a népet a kenyérrel megáldoztatták ugyan, ám a bort kizárólag a papságnak tartották fenn. Kijelentette, hogy ez ellenkezik a Szentírással. (Később hívei oly jelentőséget tulajdonítottak a két szín alatti áldozásnak, hogy a husziták kelyhet ábrázoló zászlók alatt vágtattak a csatába.)
Wycliffe-nek az átlényegülés tana ellen indított támadása nem talált osztatlan elismerést Csehországban, és Husz a cseh reformerek többségét képviselte, amikor a dogmához hű maradt. Az egyházi korrupció, különösen a szimónia, a lelki javakkal való üzérkedés elítélésében azonban teljes mértékben követte Wycliffe tanítását csakúgy, mint egy másik elevenbe vágó kérdésbenː az intézményes és hierarchikus egyházszervezettel szemben a kiválasztottak láthatatlan egyházát vallotta. Ezzel a döntő lépéssel megvetette az alapját annak, hogy a romlott egyházi vezetők hatalmát kétségbe lehessen vonni, és az intézményes egyházzal szemben a Bibliára lehessen hivatkozni. 
A kápolnát, amelyben prédikált, többek között olyan képek díszítették, amelyek egymás mellett ábrázolták a fényűző kelmében ragyogó pápát, valamint a szegény, alázatos Krisztust. Még ha valaki nem is értette Husz prédikációját, e képek üzenete félreérthetetlen volt. Husz mindig figyelt arra is, hogy elveit a gyakorlatba is átültesse. Plébániája révén olyan intézkedéseket hozott, amelyek élelemmel és szállással látták el az egyetem legnincstelenebb hallgatóit.
"Óvakodj attól, hogy házadat jobban ékítsd, mint a lelkedet! Mindenekelőtt lelked építésére legyen gondod! Légy jóindulatú és önzetlen a szegényekhez, és anyagi javaidat ne pazarold lakomákra!" (Husz János) 
„A hatalom a kegyelmen alapul” eszme számára egy birtok- és vagyon nélküli egyházat jelentett, mely gyakorlatilag az állam közvetlen ellenőrzése alatt áll. Ugyanis nézete szerint minden „hatalom”, „uraság” vagy „uradalom” égen és földön egyedül Istenhez tartozik, így egy teremtmény uradalma Istentől ered, és a bűn (Istentől való elszakadás) által az elvész. A halálos bűnöket ő Isten – mint a legfőbb hűbérúr – ellen elkövetett főbenjáró árulásnak tekintette. Természetesen ez a gondolat nemcsak a lelki, hanem a földi hatalmasokra is alkalmazható, de Husz nem ment el eddig, kizárólag az egyházról beszélt és jó hívőként csak a nyilvánvaló hibák kijavításának módjait kereste. Egy másik, kora újdonságának számító gondolata pedig az volt, hogy nem lehet valakit kizárni az egyházból, hacsak előbb ő nem zárta ki magát valamilyen bűn által. Ez nagyon fontos elméletnek bizonyult. Husz szerint az egyházi kiközösítés (egyházi átok) hatékony lehet ugyan a lélek esetében, de az egyház külső kormányzatára nem lehet alkalmazni.
A Bibliáról, az egyházról és a prédikálásról való tanításait a pápa egyetemes hatalma elleni támadásnak lehet tekinteni, különösen abban a történelmi helyzetben, mikor a keresztény világot mindkét egymással hadakozó pápa a magáénak tulajdonította. 
1409-ben a római egyház zsinatot hívott össze a Pisába, hogy megoldják a kettős pápaság problémáját. Mindkét pápát letették, és egy harmadikat választottak a helyükbe. A korábbiak nem fogadták el a letételt, így átmenetileg (a konstanzi zsinatig) már egyszerre három pápa uralkodott. (→ Nyugati egyházszakadás)
1411-ben az egyik pápa azt követelte, hogy a nép adakozzon egy általa indítandó "szent háborúra". E keresztes hadjárat azonban nem a hitetlenek ellen irányult volna, hanem Ladislao nápolyi király megregulázására, aki egy másik pápa pártjára állt. Huszt megbotránkoztatta, hogy valaki azért üzenjen hadat, mert meg kívánja erősíteni pápai hatalmát, és nyilvánosan elítélte a tervet. Tanítása megelevenítette Prága népét, amely fellázadt, elégette a hadba hívó pápai bullát, és ízekre szedte azokat a prédikátorokat, akik a hadjárat mellé álltak. A világi hatóságok válaszul lefejeztek három lázadót – ők lettek a huszitizmus első vértanúi.

### Ortográfia
Husz János jeles ortográfus is volt. Feltehetőleg az ő újítása, hogy a "cs" betűt például a "c" fölé helyezett kis ékszerű jellel írják (→ č). Több európai nyelvben ezt a betűt három, illetve négy karakterből állítják elő (például a német tsch).
Az Orthographia Bohemica  (1406) című irat valószínűleg az ő műve.

### Harca a pápasággal
Az egyház kifejezetten rossz néven vette és világi hatalmát érezte veszélyeztetve Husznak a katolikus szentségek hitelméleti alapokon való megkérdőjelezésével. Husz János mindig is jó katolikusnak vélte magát, és úgy gondolta, hogy érveivel át tudja formálni az egyházat.
Kezdetben nem a hittani tételek megreformálására, mint inkább a nép és papság erkölcsi életének javítására és a prágai egyetemen a cseh diákoknak a németek túlsúlya elleni felszabadítására irányult. Husz Jánost nemcsak Vencel cseh király, a királyné és a nép, de még a prágai érsek is támogatta, aki Huszt a kerületi zsinat prédikátorává nevezte ki. Amikor azonban a király Husz buzdítására az egyetemen azt az intézkedést tette, hogy az idegen nemzetiségű (szász, bajor, lengyel) tanároknak az eddigi három szavazat helyett csak egyet, a cseh tanároknak pedig az eddigi egy szavazat helyett hármat engedélyezett és ennek következtében az idegen nemzetiségű tanárok és tanulók több ezren Prágát elhagyták, az érsek megvonta tőle a bizalmat. Az érsek Huszt a pápánál megvádolta, ugyanakkor Husz az érsek ellen emelt panaszt.
A pápa a kölcsönös vádaskodásra 1409. december 20-án bullát adott ki, melyben az érseket feljogosította, hogy a John Wycliffe iratainak és tételeinek terjesztőit kiközösítéssel büntesse és a plébánia és zárdai templomokon kívül más helyeken való prédikálásukat tiltsa be.

### Kiközösítése

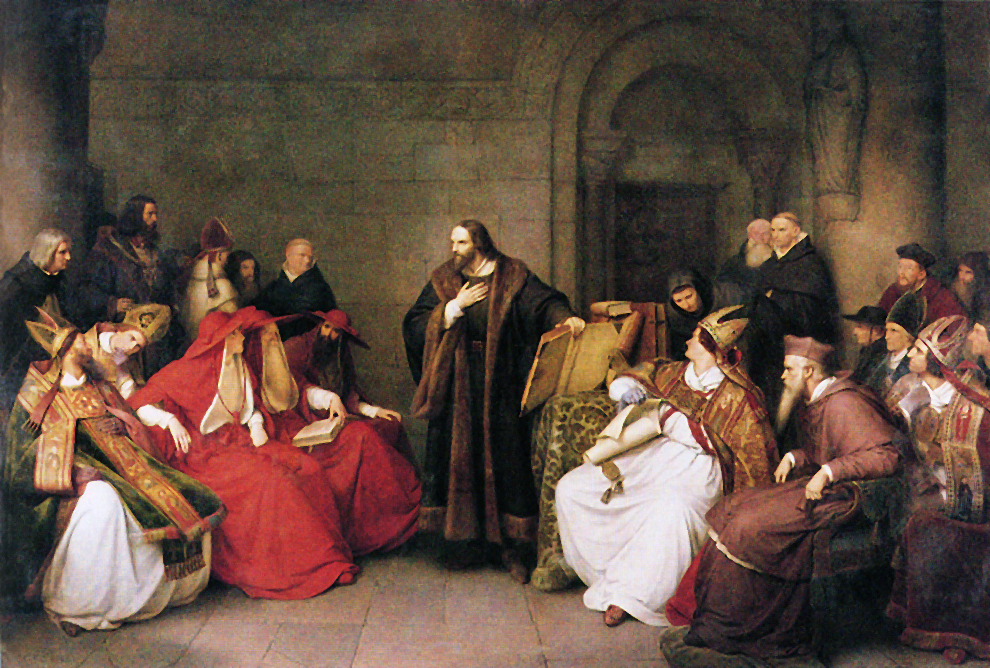
Karl Friedrich Lessing: Husz János a konstanzi zsinaton, 1842

Az érsek ezek után Huszt egyházi átokkal sújtotta. A kiközösítés ellen Husz XXIII. János pápához fellebbezett, de a pápa az érsek eljárását helybenhagyta, egyúttal Huszt egyházi vizsgálatra Bolognába idézte. Amikor Husz az idézésre nem jelent meg, a pápa ismét kiközösítette és tartózkodási helyét egyházi tilalom (interdictum) alá vette. Vencel király igyekezett békés úton elintézni a dolgot, felhívására Husz egy hitvallást nyújtott be, az érseknek pedig bizonyítványt kellett volna Husz igazhitűségéről Rómába küldeni, de az irat kiállítása előtt meghalt.
A pápa és Husz közötti ellentét újra fellángolt, amikor a pápa a nápolyi király, László ellen keresztes háborúra hívta fel a keresztény világot. Ezt a felhívást Husz és barátja, Jeromos is, mint istentelent megtámadta. A népnek a pápa és a papság elleni gyűlölete egyre fokozódott különösen, amikor Pietro Stefaneschi bíboros a Sant’Angelo in Pescheria címzetes püspöke Prágára kimondta az egyházi tilalmat (1412). Husz ekkor Vencel király kívánságára – nehogy zavargások kezdődjenek – Prágát elhagyta, és ezután az őt pártfogoló cseh nemesek birtokain és váraiban tartózkodott. Ekkortájt írta (1413) De ecclesia című művét, melyből később az ellene emelt vádpontokat vették.

### A konstanzi zsinaton
Luxemburgi Zsigmond magyar király – aki mint a gyermektelen Vencel féltestvére és a cseh trónon utóda volt – a konstanzi zsinaton kívánta az ellentéteket elsimítani, ezért Huszt menlevéllel meghívta. Az úton, melyen három cseh nemes kísérte, Husz minden állomáson prédikált és követelte, hogy tanait nyilvánosan is megvédhesse. Konstanzban azonban, mivel nem tartotta magát az egyházi parancshoz, hogy misét ne mondjon, börtönbe vetették. Hosszú heteket töltött egy szennyvízcsatornával egybeépített börtöncellában, a bíborosok testülete rendszeresen meglátogatta, és tanainak visszavonására kérte. Husz azonban minden alkalommal ellenállt. 1415. június 5-8. között a zsinat előtt védekezhetett.
Poggio Bracciolini olasz humanista író jelen volt a zsinati gyűlésen, melyet Konstanz városának gótikus nagytemplomában tartottak. Forrásértékű és eleven tudósítása értékes információkkal szolgál Husz elítéléséről. A meghallgatás során nem volt egységes álláspont Husszal kapcsolatban. A 88 szavazásra jogosult személy, többségük egyházi vezető, kisebb részük világi személy volt. A zsinat elnöke 3 kérdést intézett feléjük: 1) Eretnek-e Husz János? 2) Jogosult-e a zsinat ítélkezni fölötte és megbüntetni őt? 3) Milyen büntetést érdemel? Az elnök egyesével szólította fel a jelenlévőket a válaszadásra. Az első kérdésre 51-en nyilatkoztak úgy, hogy Husz eretnek, míg 37-en nem tartották annak. A második kérdésre ugyanez volt az arány. A harmadik kérdésre válaszolva már csak 45-en mondták ki, hogy halált érdemel, 10-en elegendőnek tartották volna az egyházi vezeklést, 33-an pedig semmiféle büntetést nem tartottak jogosnak. Látható tehát, hogy szép számmal voltak jelen Husz elítélésénel olyan egyházi és világi személyek, akik szimpatizáltak Husszal és tanaival.
A Husszal szimpatizálók elsősorban a cseh prédikátor erkölcsi és hitbeli magatartását látták példaértékűnek. Clum grófja (Jan Kepka), IV. Vencel cseh király képviselője, aki a legtöbbet tett Husz védelmében Konstanzban, nem válogatta meg szavait. 
```
"Az egész (római katolikus papság) nem egyéb, mint korhelyek, züllöttek és ostobák megvetett tömege, akiknek a hasuk az istenük, életükben pedig kevesebbet néznek maguk fölé, mint a disznó a tükörbe. Sokáig panaszkodtunk mi ezért a legfőbb pásztor előtt, de a dolgok, ahelyett, hogy javultak volna, rosszabbodtak. A nápolyi királlyal folytatott igazságtalan háború alatt a helytartó (pápa) egész hadsereg beszedőt küldött szét a keresztény országokba, így Csehországba is, azzal a meghagyással, hogy mindenki, aki csak segíteni tudja őt pénzzel, bocsánatot nyerjen nemcsak jelen, de jövendő bűneire is. Ennek következtében értelmes népünk között elégedetlenség támadt, a búcsúcédulákat (indulgenciákat) tűzbe dobálták, a pénzbeszedőt pedig elkergették… Az egyik tiszteletre méltó öreg papot Rómába rendelték, hogy felelősségre vonják. Bízván beadványa igazában, elment oda, de többé nem tért vissza: eltűnt az élők sorából. Három más lelkésznek, akik vele egyformán gondolkoztak, az érsek leüttette a fejét, megégettette őket (...) Ez ellen az embertelen kegyetlenség ellen lépett fel Husz (...) Életet és szabadságot Husznak."
[
6
]
```

Husz ellenségei többnyire szellemeskedéssel próbáltak hatást gyakorolni a jelenlévőkre. Celc érseke Husznak a papi erkölcsök megjavítását szorgalmazó gondolataira a következőképp reagált: "Azt, aki a földön keresi az angyalt, küldjétek az égbe. Husz angyalt keres a földön. Nyújtsatok ebben neki segítséget, és küldjétek el őt oda, ahol azt keresni kell. Még ma haljon meg." Mások, nevének jelentésén gúnyolódva, azt hangoztatták, hogy a ludat (Husa) meg kell sütni. Néhányan  azt állították, hogy Husz a Szentháromság mellé helyezte magát negyediknek, amit Husz hangos tiltakozással cáfolt. A többség azonban a pápaság megtámadóját és a papság elárulóját látta a cseh prédikátorban. A londoni érsek érvei jól foglalják össze Husz ellenségeinek vélekedését és egyben a középkori egyház sajátos önérzetét: 
```
"Ha ennek a csehnek tíz élete volna, hetet elvennék tőle az áldozás titkairól mondott beszédéért. De a többi három életét sem hagynám meg neki; először azért, mert lebecsmérelte Krisztus helytartóját, másodszor azért, mert levetkőztette a papságot, egyetlen rongyot sem hagyott rajta, amellyel meztelenségét takargathatta volna, és harmadszor azért, mert sok népet letérített a (helyes) útról, rábízván a népre a jogot, hogy maga ítéljen a hit dolgaiban, holott a nép számára üdvösebb, ha semmit sem tud, csak jámboran hisz. Pusztuljon ez a cseh!"
[
6
]
```

Végül Zsigmond királyt szólította a zsinati elnök. "A kérdezett felindult hangon így felelt: Továbbra is azt állítom, hogy Husz eretnek, és a jog szerint teljesen megérdemli, hogy megégetés által haljon meg, ha nem vonja vissza tételeit." Husz nem vont vissza semmit. Az ítélet felolvasása után botrányos jelenetek játszódtak le a templomban. Husz szimpatizánsai és ellenségei egymást túlkiabálva szidalmazták a másikat. Bracciolini leírja, hogy asztalokat törtek össze, és azok darabjaival dobálták egymást, miközben többen Huszt gyalázták, mások viszont Husz ellenségeit farizeusoknak, vérszomjas kutyáknak és viperafajzatoknak nevezték. Mindezek azonban már nem változtattak az ítéleten, amit Július 6-án nyilvánosan is kihirdettek.

### Halála
Huszt papi öltözékétől megfosztották. A papi felszentelést jelképező kenetet egy téglával törölték le: a leborotvált fejbőrét addig dörzsölték, míg a vér ki nem serkent. Ezután papírsipkát nyomtak a fejére, rajta a visszataszító ördögábrázolásokkal, és a következő szöveggel: „Főeretnek vagyok”. 

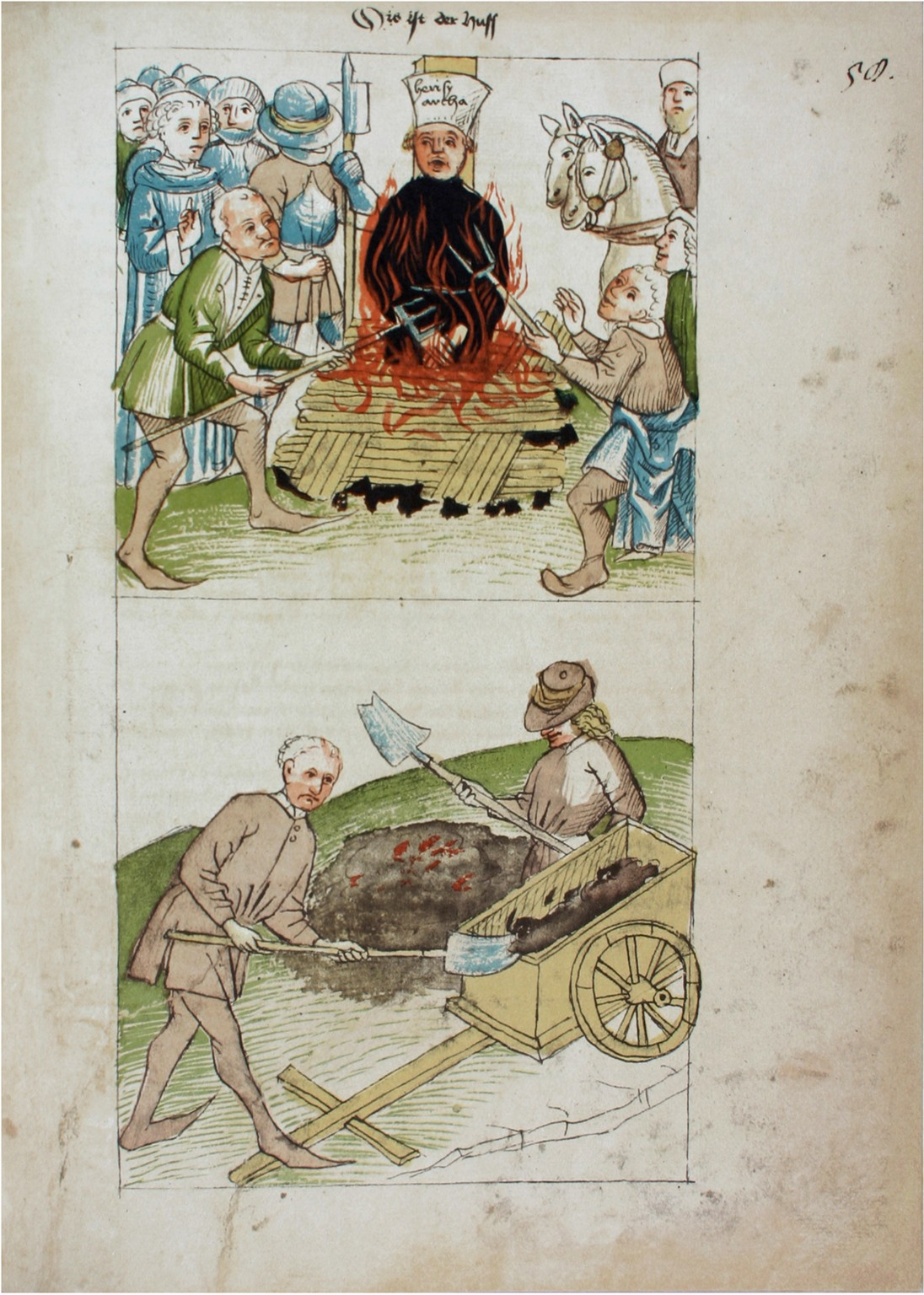
Husz János megégetése (miniatúra Ulrich Richental Chronik des Konstanzer Konzils című művében)

Amikor odakötözték a városon kívül felállított máglyára és körberakták gyújtóssal, még egyszer felszólították, hogy vonja vissza tanait. Husz így felelt:
Isten a tanúm, hogy sohasem tanítottam azt, amivel a hamis tanúk megrágalmaztak. Boldogan halok ma meg, annak az evangéliumnak az igazságában, amelyről írtam, amelyet tanítottam, s amelyet hirdettem 
A hóhérok meggyújtották a máglyát. A magiszter pedig magas hangon rázendített: »Krisztus, az élő Isten fia, irgalmazz nekünk!« 
A leégett máglya körül a hóhérok még sokáig foglalatoskodtak. A vértanú fejét, mint a Mladenovicból való Péter leírja, karókkal is darabokra zúzták, s parazsat szórtak rá. Belső részei között megtalálták a szívét: hegyes botra szúrták és gondosan elégették. Az elszenesedett testet, hogy megkönnyítsék a tűz munkáját, harapófogókkal széttépték. A tűzbe kerültek a prágai magiszter személyi holmijai is. Amikor a máglya kialudt, a hóhérok gondosan összegyűjtötték a hamut, sőt a kivégzés helyéről a földet is, és a Rajnába szórták. Még az elégetett eretnek nyomának sem volt szabad megmaradnia.
Kivégzésének napjáról Csehországban hosszú időn keresztül megemlékeztek, de a római egyház nyomására ezt a katolikus szent, Nepomuki János ünnepe kiszorította.
A következő évben Husz sorsára jutott az őt támogató Prágai Jeromos is.

## Hatása
Az a legenda járta róla, hogy a máglyára lépve e szavakat intézte hóhérjához: 
"Most megégettek egy ludat, de száz év múlva olyan hattyú jön el hozzátok, akit sem megsütni, sem megfőzni nem tudtokǃ" 
Máglyahalála olajat öntött a tűzre, és csak szította a csehek ellenállását. A huszitaellenes intézkedések polgárháborút robbantottak ki. A mozgalom fennmaradt, de két táborra szakadt. A mérsékeltebbek csak a római katolikus rendszer belső megújítását követelték, mindenekelőtt két szín alatti áldozást. Mások gyökeresebb reformra törekedtek. 
A következő század során hol megtűrték, hol kíméletlenül üldözték őket. Kapcsolatba léptek a valdensekkel, a nyugatabbra eső, másik nonkonformista mozgalommal. Követői a reformáció idején Lutherrel és Kálvinnal is felvették a kapcsolatot. 

## Emlékezete

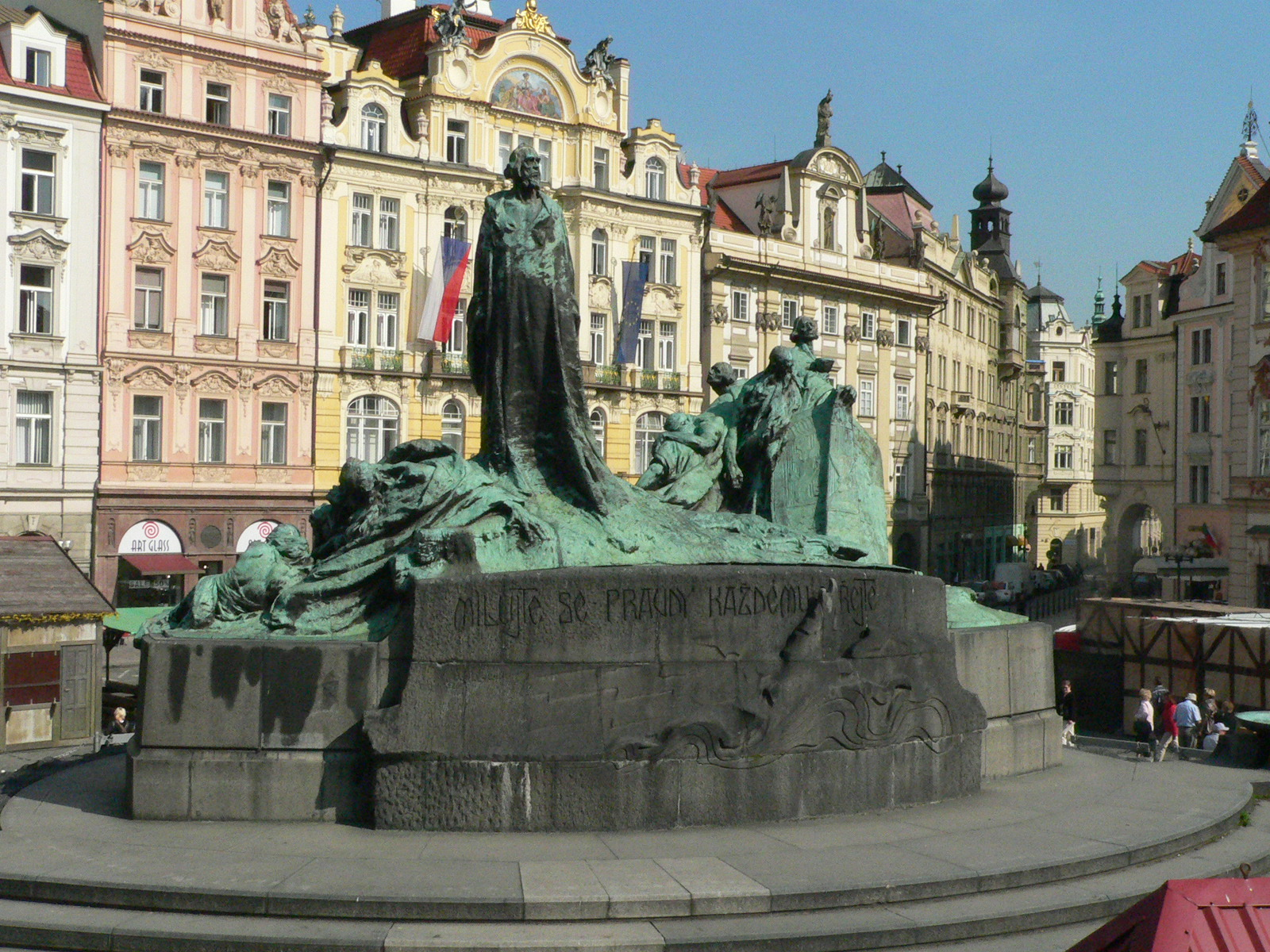
Husz János szobra Prágában (Óvárosi főtér)

- A cseh és szlovák ortodox egyház szentté avatta.[12]
- Prága óvárosában szobrot emeltek tiszteletére.
- II. János Pál pápa 1999-ben semmissé nyilvánította az ellene hozott ítéletet.[13]
- 2014-ben minden idők 4. legnagyobb cseh személyiségének választották Csehországban.[14]
- 2015-ben, Husz máglyahalálának 600. évfordulóján emlékkiállítást rendeztek Prágában.[15]

## Írásai
- Výklad Viery, Desatera a Páteře (A hit értelmezése, a Tízparancsolat és a Miatyánk). 1412
- Výklad Viery, Desatera božieho přikazanie a modlitby páně. 1412
- Katechetische Schrift. 1520
- Dcerka. 1412
- Knížky o svatokupectví (Kiadvány a simóniáról). 1413
- Postila aneb Vyloženie svatých čteni nedĕlních (Postilla a vasárnapi szent olvasmányokról). 1413
- O šesti bludiech (A hat hibáról). 1413
- De ecclesia (Az egyházról, csehː O církvi)
- Orthographia Bohemica – O českém pravopise (A cseh helyesírásról)
- De Causa Boemica, Paulus Constantius, Vulgo refragari quosdam celeberrimi, Constantiensis Concilii sententiae,qua, Hvssitae, damnati sunt, constat.Quare uisum est, mihi hũc ea de re in lucem edere librum, […] . Hagenau: Anshelm, Thomas, 1520

## Nevezetes követői
- Jan Žižka (1360–1424)
- Jan Kardinál z Rejnštejna (1375–1428)
- Mikuláš Biskupec z Pelhřimova (1385–1460)
- Comenius (1592–1670)

## Képgaléria

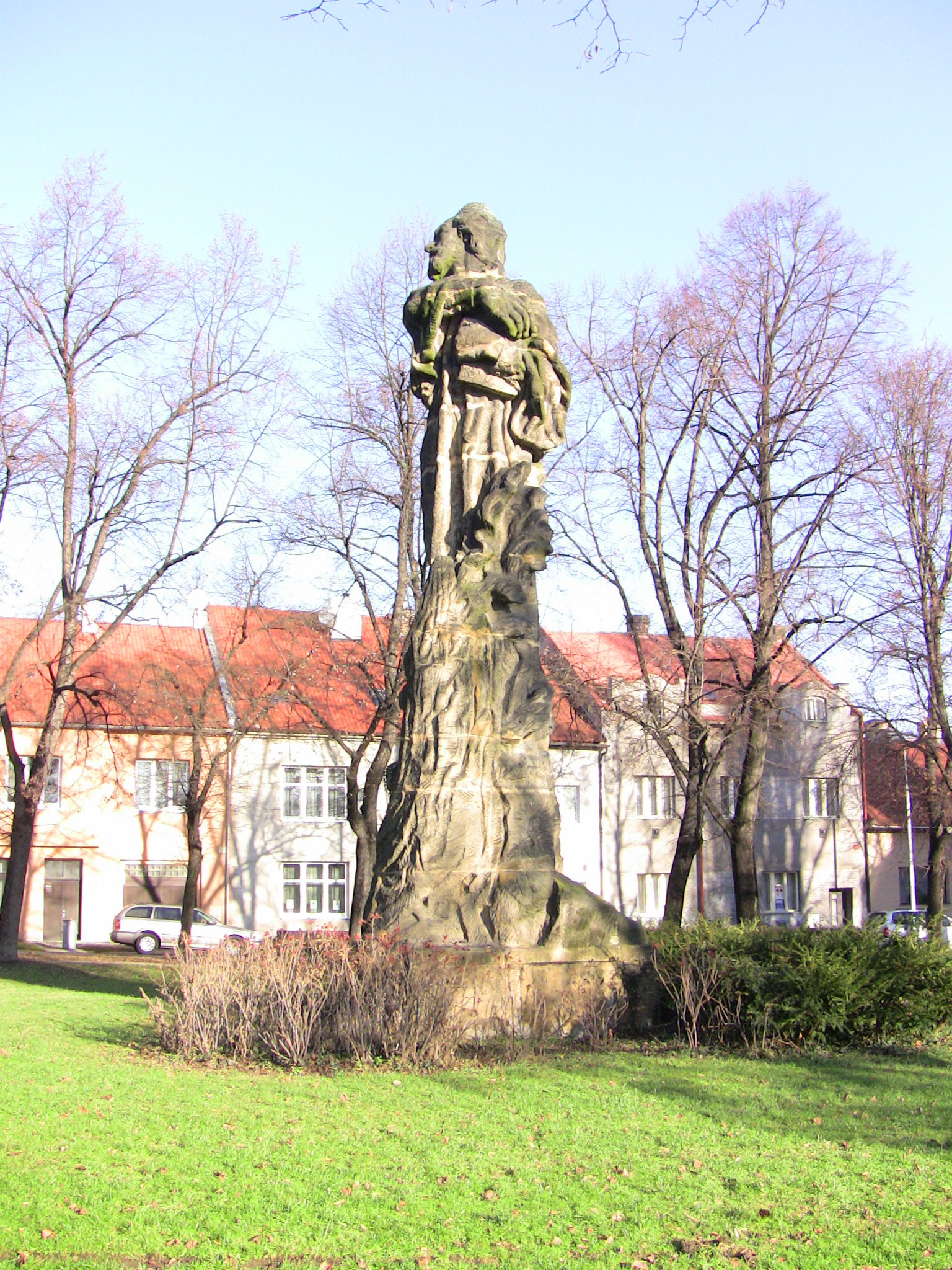
Emlékműve Kolínban
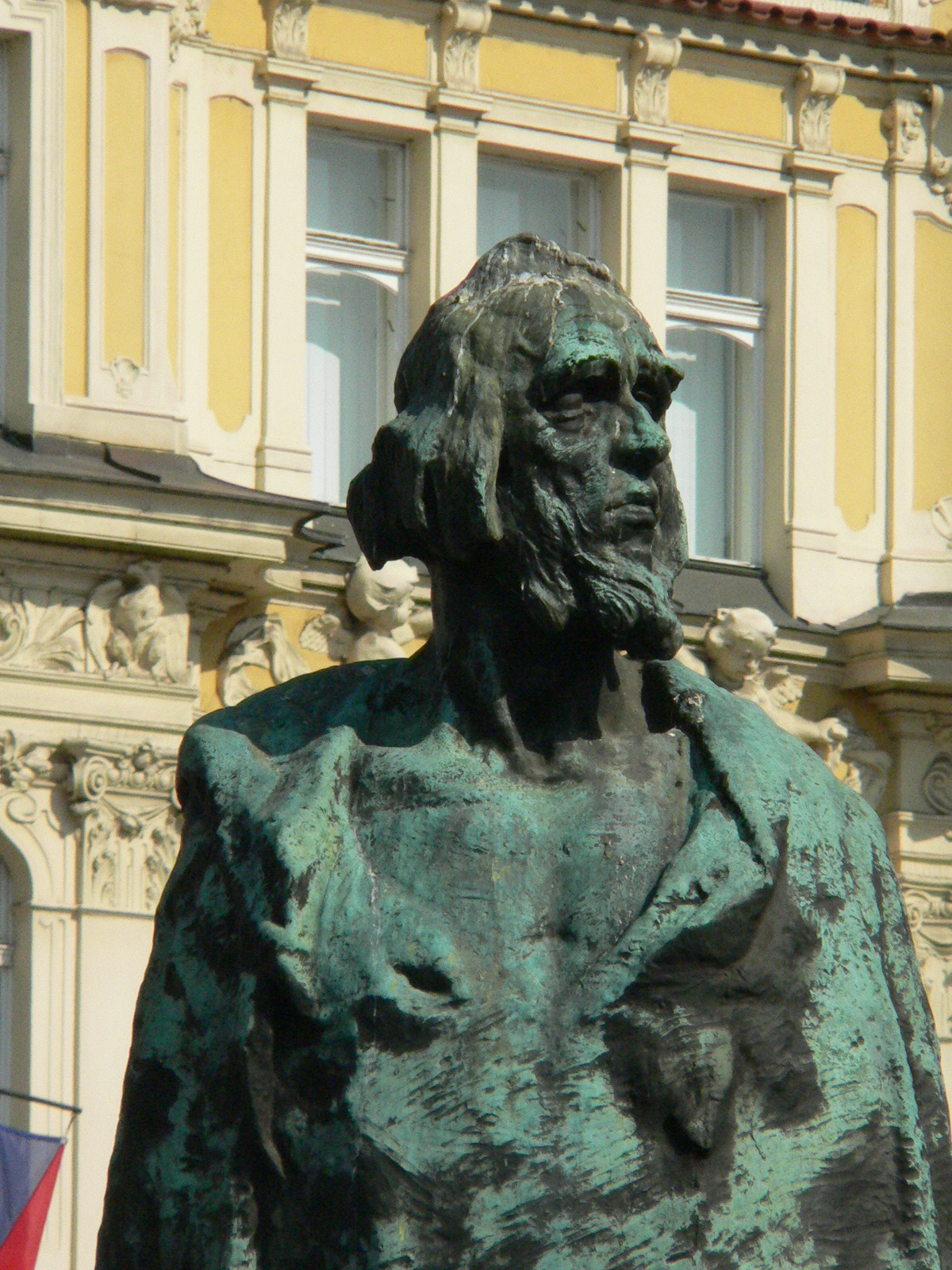
Husz János feje a prágai emlékműről
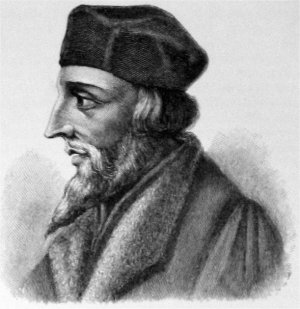
Husz János arcképe